# Savoia-Marchetti S.72
Il Savoia-Marchetti S.72 fu un aereo militare trimotore, monoplano ad ala alta, sviluppato dall'azienda aeronautica italiana Savoia-Marchetti nei primi anni trenta.
Derivato dal precedente Savoia-Marchetti S.71, del quale era una variante irrobustita, originariamente progettato come bombardiere pesante non riuscì ad ottenere commissioni per ricoprire quel ruolo, trovò invece impiego come aereo da trasporto militare VIP nell'unico esemplare utilizzato dal governo italiano. Venne inoltre acquistato dalla Repubblica di Cina che lo utilizzò durante la Seconda guerra sino-giapponese.

## Utilizzatori
Cina
- Chung-Hua Min-Kuo K'ung-Chün

 Italia
- Regia Aeronautica